# Jean-Yves Casgha
 (avril 2024).
Si vous disposez d'ouvrages ou d'articles de référence ou si vous connaissez des sites web de qualité traitant du thème abordé ici, merci de compléter l'article en donnant les références utiles à sa vérifiabilité et en les liant à la section « Notes et références ».
 (août 2015).
Jean-Yves Casgha, né le 31 mai 1952 à Tunis, est rédacteur en chef du magazine Temps X de Igor et Grichka Bogdanoff (France 2), journaliste producteur/animateur du magazine MicroMega (RFI). Il est aussi commentateur et voix off dans Faut pas rêver (France 3) et directeur de la rédaction de Science Frontières Magazine.
Il est président-fondateur du Festival Science-Frontières (Palais du Pharo, Marseille) ainsi que de la SA Science-Frontières Production et de TerreTv.
À la suite de la création du Festival Science Frontières, Jean-Yves Casgha s’engage de plus en plus dans la protection de l'environnement et la sensibilisation du grand public sur les questions écologiques.

## Biographie
Grammairien, professeur de lettres classiques, Jean-Yves Casgha devient producteur et journaliste de radio (chroniqueur sur France Inter dans les magazines de Jacques Pradel, journaliste animateur/producteur à France Inter (Boulevard de l'étrange, Science-Friction), aux programmes, puis éditorial d’ouverture du journal de 7 h (Science et Mystères) aux infos.
En 1984, il crée le festival Science Frontières.
En 2007, Jean-Yves Casgha crée TerreTv, la première télévision interactive entièrement consacrée à l’environnement et au développement durable.

## Résumé de carrière

### Presse écrite
- Réalisation de grandes enquêtes et dossiers pour Le Figaro Magazine, VSD, Paris Match, La Croix, La Vie, Cosmopolitan, Newlook.

### Radio
- chroniqueur sur Carbone 14, radio libre en 1981
- Chroniqueur sur France Inter dans les magazines de Jacques Pradel
- Journaliste Animateur/Producteur France Inter (Boulevard de l'étrange, Science-Friction aux programmes, puis éditorial d’ouverture du journal de 7h Science et Mystères aux infos)
- Chroniqueur sur OFM, RFM et Europe 1
- Journaliste animateur/producteur sur RFI : Science sans frontières
- Journaliste animateur sur RMC : Les Après-Midi de RMC avec Viviane Blassel, Vincent Ferniot et Laurent Courageux
- Chroniqueur sur France Bleu nationale dans Tous ensemble de Patrick Sabatier

### Télévision
- Journaliste et chroniqueur magazines sur TF1 : Temps X (Igor et Grichka Bogdanoff), Droit de Réponse (Michel Polac), Ex-Libris (PPDA), 2002, L’Odyssée du Futur (Igor et Grichka Bogdanoff), Les Animaux du Monde (Marlyse de La Grange), Mystères (Alexandre Baloud)
- Journaliste animateur sur France 2 : Matin Bonheur Monique Cara
- Directeur de production des magazines de Mireille Dumas
- Rédacteur en chef sur TF1 : Futurs (Igor et Grichka Bogdanoff)
- Rédacteur en chef sur France 3 : Science Cartoon (premier magazine en animation)
- Auteur de documentaires de création : Trait pour Trait (France Télévisions), Coup de cœur (France Télévisions)
- Producteur de magazines (France Télévisions, TMC, Planète, Histoire, CFI, RFO) : Off le magazine des festivals, C'est-à-dire, La Dernière science, Les Trésors des festivals, 3' pour changer le monde...
- Créateur de Télévision Science-Frontières, 1re télévision temporaire de proximité itinérante (17 autorisations du CSA sur la France)
- Créateur de TerreTv, la télévision des générations futures spécialisée dans l’environnement et le développement durable

### Auteur et directeur de collections
- Les dossiers Sciences-Frontières, Robert Laffont 1990
- Les mécanismes de l'étrange, éditions du Rocher 1995
- Les mystères de la vie et de la mort, Philippe Lebaud 1990
- Les Risques de notre Planète, éditions du Rocher, 2004, ouvrage collectif

## Distinctions
- Prix Denis Guichard de la Fondation de France